# Mauro Casciari
Mauro Casciari (Perugia, 10 marzo 1973) è un conduttore radiofonico, annunciatore televisivo e personaggio televisivo italiano.

## Biografia
Inizia la carriera televisiva a Teleperugia, rete televisiva locale umbra nel 1992. Dal 1994 conduce vari programmi a Radio Augusta Perusia (oggi UmbriaRadio), Azzurra Network, Retepiù FM. Approda a Radio Italia Network nel 1999 e a Radio Deejay nel 2000 dove conduce con Roberto Ferrari il programma W la fitness.
Nel 2000 è una delle voci ufficiali di Italia 1 nel progetto Uno di Uno, in cui sei speaker si alternano in diretta per tutto il giorno parlando tra un programma ed un altro e sulle sigle. Terminata questa esperienza, dal 2001 al 2005 è la voce che annuncia i cartoni animati di Italia 1.
Nell'estate del 2000 partecipa al Cammello del Weekend di Radio 2 Rai, con Mila Jelmini. Infine dal 2002 al 2003 è a RDS. Dal 2002 al 2007 è autore degli spot autopromozionali di Italia 1. Nel 2005 torna in radio su Radio 2 dove conduce il programma Tropico del Cammello con Savino Cesario. Sulla stessa radio conduce nel 2006 Picnic con Andrea Di Marco, Il Mischione nel 2007, Radio2 a Colazione nel 2008 con Stefania Lillo e nel 2008 e 2009 è l'inviato del programma pomeridiano Gli Spostati. Nell'estate del 2009 conduce sempre sulla seconda rete radiofonica della Rai XXL - Altrimenti ci allarghiamo! con Giacomo "Ciccio" Valenti e Lola Ponce.
Dal 2007 al 2016 è stato un inviato del programma di Italia 1 Le Iene. Dal 2015 conduce le versioni itineranti dei programmi televisivi RAI Affari tuoi, L'eredità e Rischiatutto. Dal 6 settembre 2016 al 20 aprile 2017 è inviato della trasmissione televisiva Mi manda Raitre. Dall'8 ottobre 2016 collabora con Fiorello alla realizzazione di Edicola Fiore in onda tutti i giorni su Sky Uno HD e TV8. È coprotagonista di due puntate de Il testimone di Pif in onda ad ottobre 2016 su MTV e a febbraio 2017 su TV8.
Nel 2017 e 2018 è inviato per Radio 2 Rai e Rai 2 al 100º Giro D'Italia. Sulla stessa radio conduce nell'estate 2017 dal lunedì al venerdì Non è un paese per giovani dalle 12 alle 14. Il 27 febbraio 2018 conduce su TV8 e Sky TG24 con Pif Il candidato va alle elezioni in cui intervista 10 esponenti di partiti politici in vista del voto del 4 marzo 2018. Nell'estate 2018 conduce con la coppia comica Nuzzo e Di Biase Radio2 Summer Club su Rai Radio 2 e a seguire Numeri Uni. Intanto il sabato pomeriggio conduce la versione radiofonica di B come Sabato con Angela Rafanelli, in onda in contemporanea su Rai 2. Nel 2018 partecipa a Quelli che... dopo il TG in onda dal lunedì al venerdì alle 21:05 su Rai 2 con Luca Bizzarri, Paolo Kessisoglu, Mia Ceran e Ubaldo Pantani.
Nel 2019 è inviato di Realiti - Siamo tutti protagonisti condotto da Enrico Lucci il mercoledì in prima serata su Rai 2. Nel 2019 è al fianco di Fiorello in Viva Asiago 10 su RaiPlay e Rai Radio 2. Nel 2020 è inviato de Le parole della settimana di Rai 3 con Massimo Gramellini.
Dal 30 agosto 2021 passa a RDS dove conduce  con Francesca Manzini prima la fascia di inizio giornata dalle 5 alle 7, per poi passare a quella serale del drive time dalle 19 alle 22. Nella stagione 2023-24 affianca Chiara De Pisa nella conduzione della fascia 19-22 dal lunedì al giovedì e anche Melania Agrimano nella giornata del venerdì, per i mesi di giugno e luglio è in onda anche di domenica mattina dalle 9 alle 13 sempre con Chiara De Pisa in sostituzione di Leo Di Bello che passa alla fascia quotidiana con Anna Pettinelli
Nel novembre del 2022 affianca Fiorello a Aspettando Viva Rai2!, nuovo programma di  RaiPlay, e da dicembre ogni mattina su Rai 2 a Viva Rai2!.
Nel febbraio del 2023 affianca Fiorello anche a Viva Rai2! Viva Sanremo! su Rai 1  in diretta, appunto, su Rai 1 subito dopo le puntate del Festival di Sanremo 2023.Affianca Fiorello anche nella stagione del 2024 di Viva Rai2!

## Procedimenti giudiziari
Il 13 marzo 2013 viene indagato dalla procura di Varese, assieme a Lucia Uva e a Luca Tiraboschi, per diffamazione aggravata nei confronti di polizia e carabinieri, perché il 19 ottobre 2011, durante una puntata de Le Iene, ha accusato le forze dell'ordine di aver causato la morte di Giuseppe Uva con le percosse subite dopo il suo arresto. Il 21 novembre 2014 viene assolto.

## Programmi televisivi
- Le Iene (Italia 1, 2007-2016)
- Affari tuoi (Rai 1, 2015)
- L'eredità (Rai 1, 2015)
- Rischiatutto (Rai 1, 2016)
- Mi manda Raitre (Rai 3, 2016-2017)
- Edicola Fiore (Sky Uno HD e TV8, 2016)
- Il testimone (MTV 2016; TV8, 2017)
- Giro d'Italia (Rai 2, 2017-2018)
- Il candidato va alle elezioni (TV8, 2018)
- Quelli che... dopo il TG (Rai 2, 2018)
- Realiti - Siamo tutti protagonisti (Rai 2, 2019)
- Le parole della settimana (Rai 3, 2020)
- Aspettando Viva Rai2! (RaiPlay, 2022-2024)
- Viva Rai2! (Rai 2,  2022-2024)
- Viva Rai2! Viva Sanremo! su Rai 1 (Rai 1, 2023-2024)

## Programmi radiofonici
- W la fitness (Radio Deejay, 2000)
- Cammello del Weekend (Rai Radio 2, 2000)
- Tropico del Cammello (Rai Radio 2, 2005)
- Picnic (Rai Radio 2, 2006)
- Il Mischione (Rai Radio 2, 2007)
- Radio2 a Colazione (Rai Radio 2, 2008)
- Gli Spostati (Rai Radio 2, 2008-2009)
- XXL - Altrimenti ci allarghiamo! (Rai Radio 2, 2009)
- Giro d'Italia (Rai Radio 2, 2017-2018)
- Non è un paese per giovani (Rai Radio 2, 2017)
- Radio2 Summer Club (Rai Radio 2, 2018)
- Numeri Uni (Rai Radio 2, 2018-2021)
- B come Sabato (Rai Radio 2, 2018)
- Viva Asiago 10 (RaiPlay e Rai Radio 2, 2019)
- Viva Rai2... e Radio2! (Rai Radio 2, 2023-mag 2024)
- L'alba dei pazzi viventi (RDS, 2021)
- Francesca & Mauro  (RDS, 2022-2023)
- Mauro & Melania (RDS, 2023-2024)
- Chiara & Mauro (RDS, 2023-...)
- Mauro & Roberta Fiore (RDS, 2024-...) (Programma noto anche come "Tutto può succedere...!")